# Kazuhiko Chiba
Kazuhiko Chiba (千葉 和彦, Chiba Kazuhiko) est un footballeur international japonais né le 21 juin 1985 à Hokkaido.

## Palmarès
- Championnat du Japon : 2012, 2013 et 2015